# Lathyrus quinquenervius
Lathyrus quinquenervius là một loài thực vật có hoa trong họ Đậu. Loài này được (Miq.) Litv. miêu tả khoa học đầu tiên.